# Opel Commodore
Az Opel Commodore egy luxusautó, melyet az Opel gyártott 1967 és 1982 között. A kocsi tulajdonképpen az Opel Rekord hathengeres változata volt, néhány formatervezésbeli különbséggel. Az Egyesült Királyságban a harmadik generációs Commodore-okat Vauxhall Viceroy néven árulták, de párhuzamosan Opel modelleket is értékesítettek. A "Commodore" név jelenleg is használatban van a General Motors márkáin belül, az Ausztráliában 1978 óta gyártott Holden Commodore képében.

## Commodore A (1967–1971)
Az Opel Commodore első generációját 1967 és 1971 között gyártották, a kocsi nagyban a Rekord C-re épült. A Commodore tulajdonképpen a Rekord egy jobban felszerelt, erősebb változata volt. Az autó eleinte kétfajta motorral készült: egy 2,2 és egy 2,5 literes, soros hathengeres egykarburátorossal. Utóbbi 113 lóerős (85 kW) teljesítmény leadására volt képes. Karosszériából háromféle volt választható: két- vagy négyajtós szedán, valamint egy kétajtós, keménytetős kupé. 1967 szeptemberében megjelent az addigi legsportosabb változat, a Commodore GS, melybe duplakarburátoros 2,5 literes motor került, mely 128 lóerős (96 kW) volt.
Az 1969-es modellévben a legkisebb, 2,2 literes erőforrás kikerült a kínálatból, csakúgy, mint az extraként választható kétsebességes Powerglide automata sebességváltó, melyet az Opel új háromsebességes automatája váltott fel.
1969 szeptemberében a 2,5 literes alapmotor teljesítményét 118 lóerőre (88,3 kW) emelte a gyár, emellett mindkét motorba hidraulikus szelepemelők kerültek a finomabb járás érdekében és új kipufogórendszert is kapott a Commodore. Ugyanekkor a kézifékkar átkerült a műszerfal aljáról a két ülés közé, az üzemanyagtank pedig 55-ről 70 literesre nőtt.
1970 márciusában debütált az új csúcsmodell, a Commodore GS/E, mely szintén a már ismert 2,5 literes motort kapta, de erre karburátor helyett Bosch D-jetronic üzemanyag-befecskendező rendszer került. Ez a modell 148 lóerő (110 kW) leadására volt képes, végsebessége pedig 197 km/h volt. A GS/E különböző autóversenyeken is feltűnt, melyekre az Opel hivatalos tuningcége, a Steinmetz készítette fel. 1970 áprilisában debütált a GS 2800, melybe 2,8 literes karburátoros motor került, mely 143 lóerős (106,6 kW) volt.
Összesen 156 330 darab Commodore A készült, ezek közül 2574 volt GS vagy GS/E változat.

### Galéria

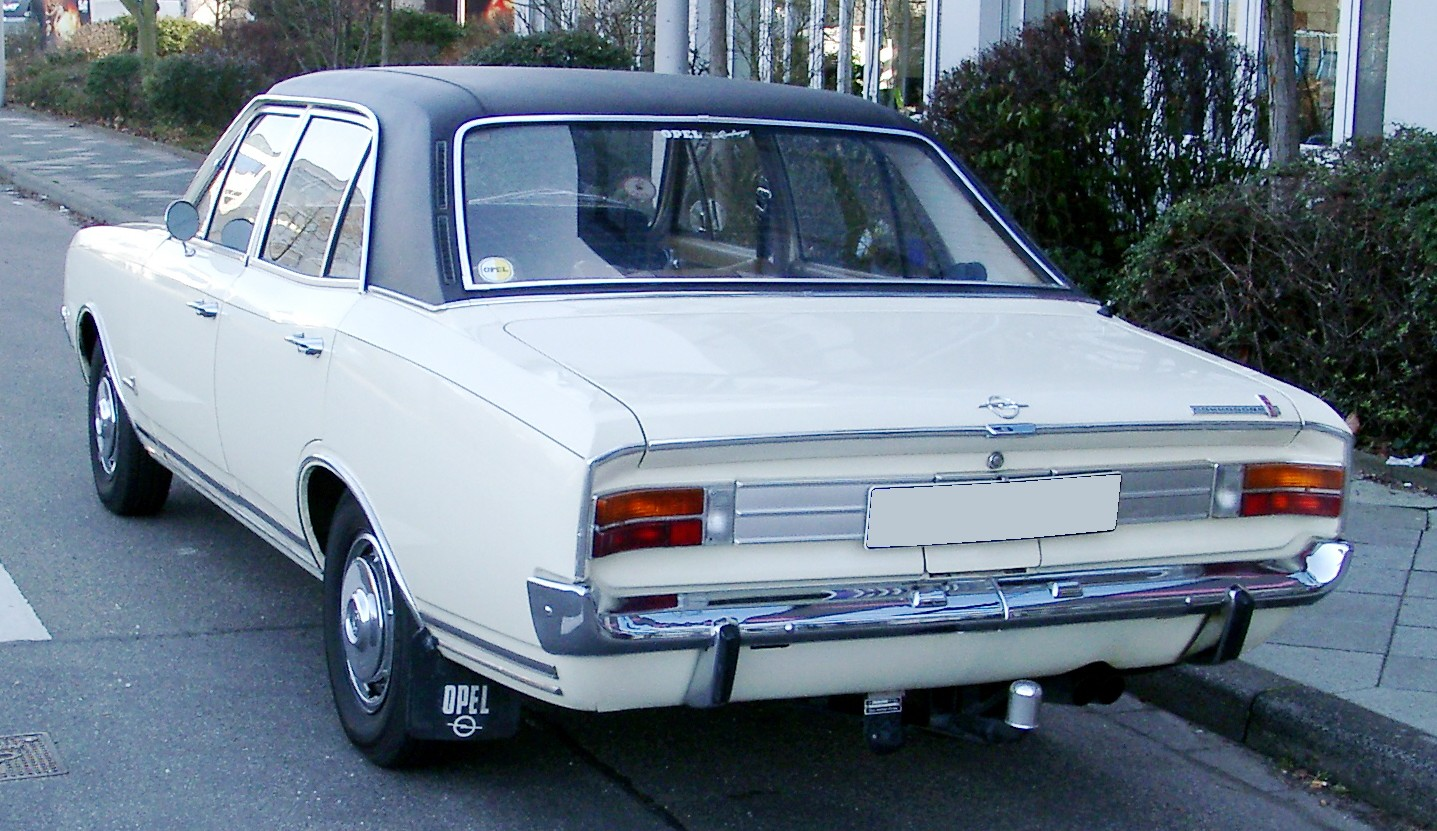
Hátulról
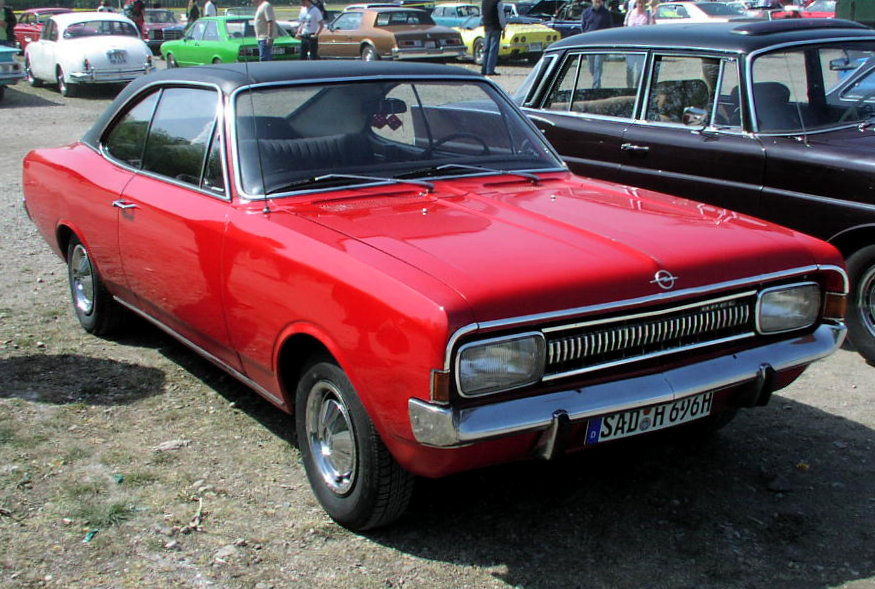
Opel Commodore Coupé (1967–1971)
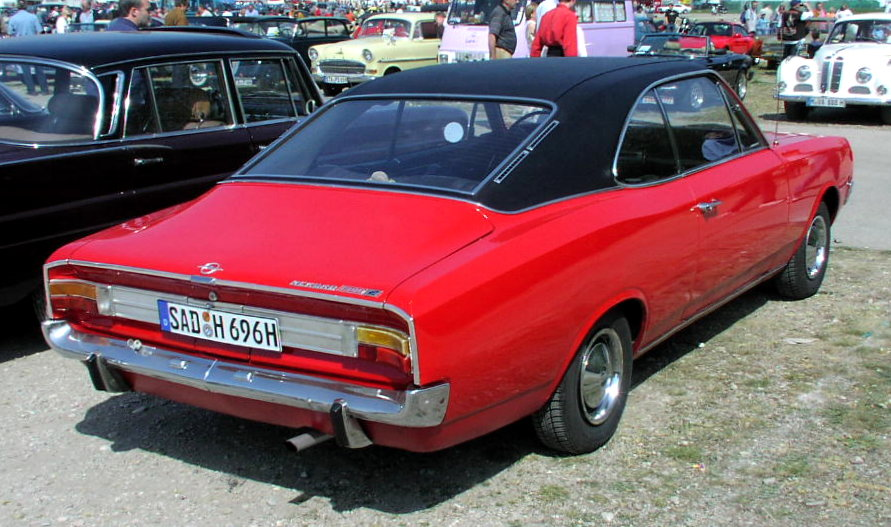
Hátulról
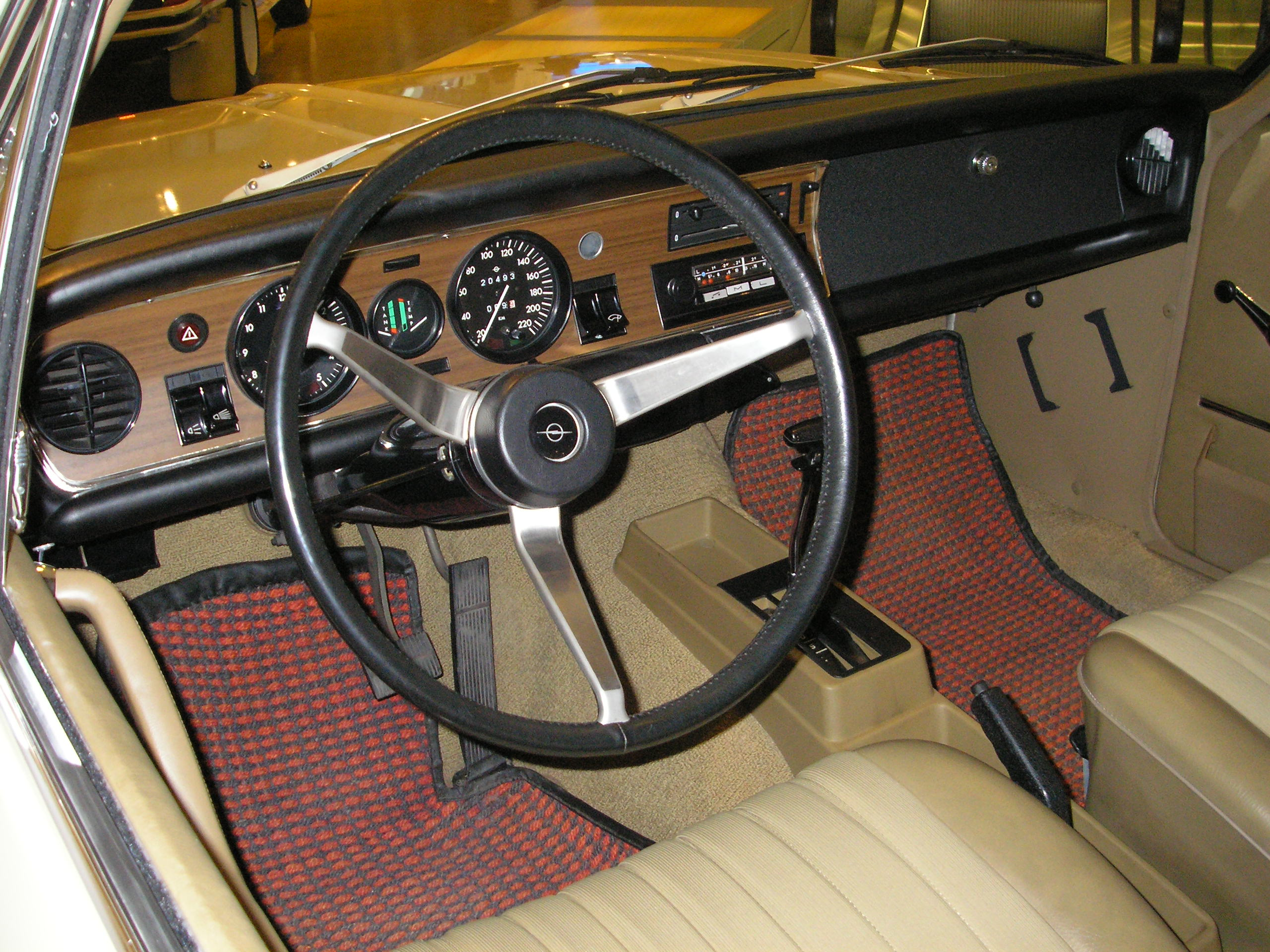
Belsőtér
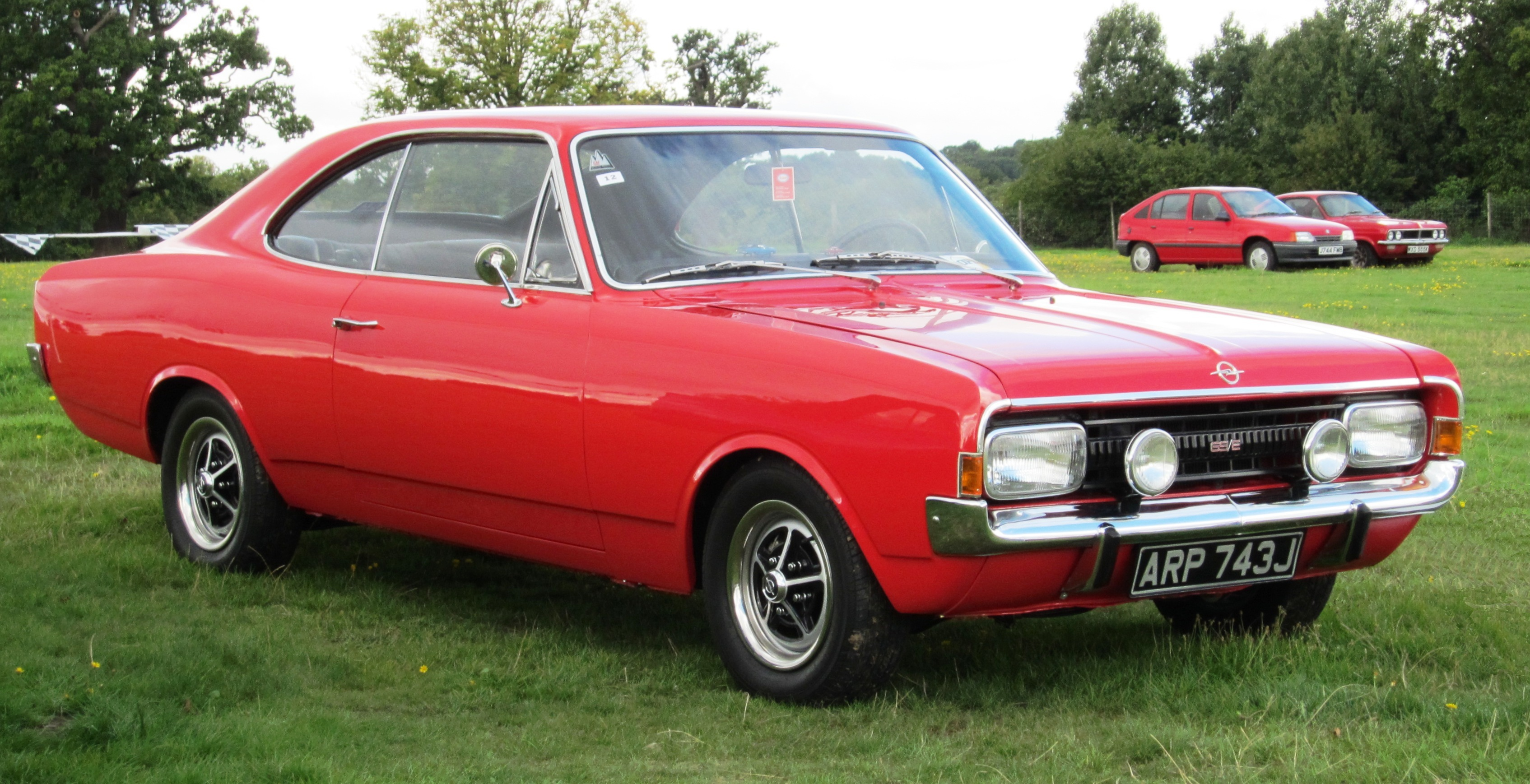
Opel Commodore GS/E
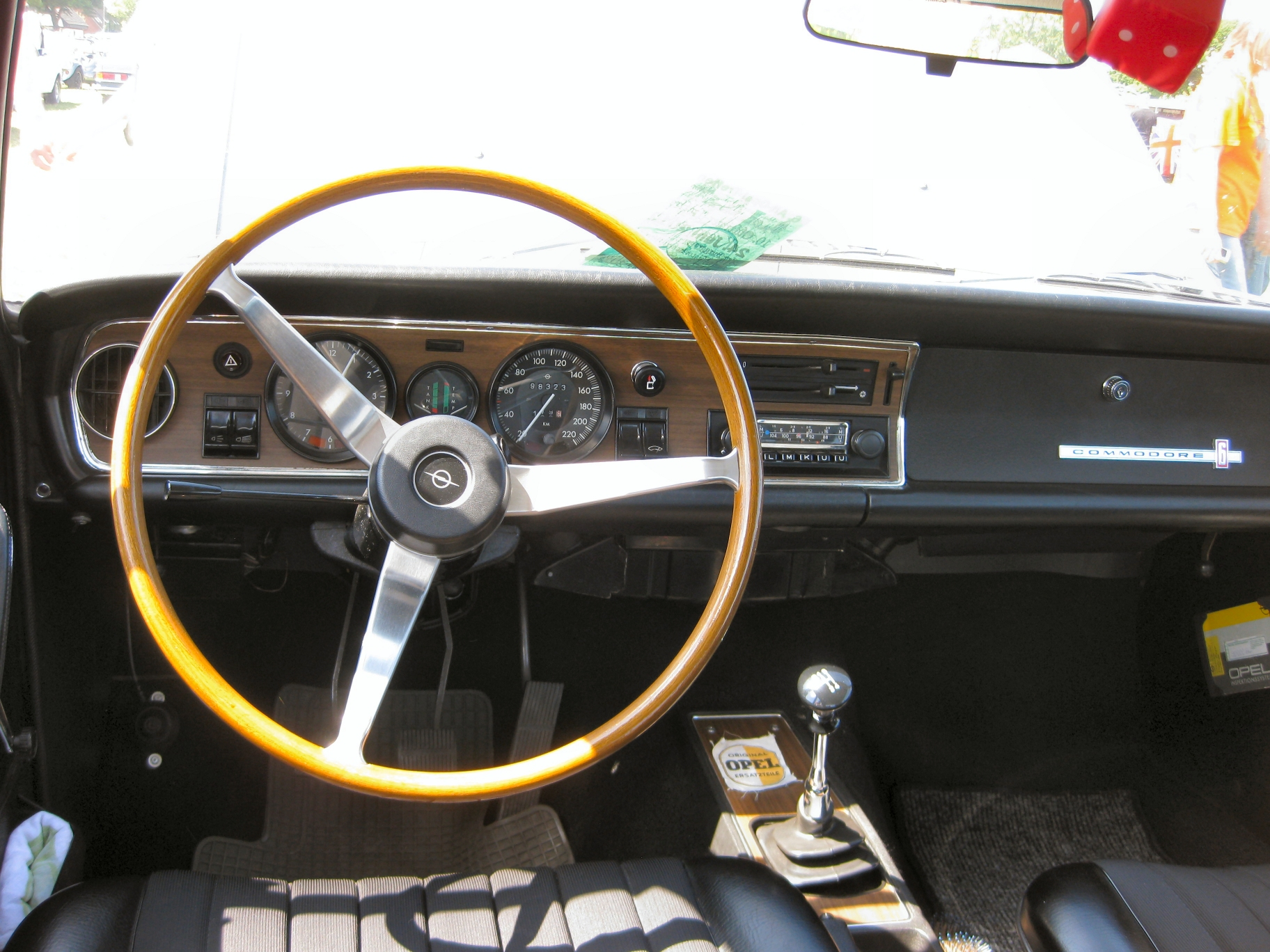
Egy GS/E belsőtere
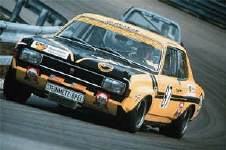
Opel Commodore GS3000 Steinmetz

## Commodore B (1972–1977)
A Rekord D-n alapuló Commodore B 1972-ben jelent meg a piacon. Csakúgy, mint az előző generáció, az új Commodore is négyféle változatban volt kapható: 2500 S, 2500 GS, 2800 GS és 2800 GS/E. A kocsi teljesítménye 113 és 158 lóerő között mozgott a választott motortól függően és kétféle négyajtós szedán, valamint kétajtós kupé karosszériával volt kapható.
A Rekordok és Commodore-ok összeszerelését az 1970-es években Belgiumban és Svájcban is végezték. Az itt elkészült autók Ranger néven kerültek értékesítésre és több országba is exportálták őket. Az eredeti modellektől csak a hűtőrácsuk és a rajtuk található emblémák, feliratok különböztették meg őket.
1974-ben szigorodtak a károsanyag-kibocsátásra vonatkozó szabályok, aminek eredményeképp a 2,5 literes motor teljesen kikerült a kínálatból, a 2,8-as változatokon pedig el kellett végezni néhány újítást, aminek köszönhetően a teljesítményük némiképp visszaesett. A Commodore B gyártása Németországban 1977-ben véget ért.
Csakúgy, mint a Commodore A-nak, a második generációnak is volt versenyváltozata. Ebbe 6,0 literes V8-as motor került és olyan nagy légterelő elemeket kapott, hogy csak nehezen voltak felismerhetők rajta a kor jellegzetes Opel-vonásai. A nagy teljesítmény ellenére az autó nem ért el komoly sikereket a versenypályán rövid pályafutása alatt.

### Külföldi gyártás
1973 és 1976 kötött Iránban is készültek Commodore-ok, Chevrolet Iran, valamint Chevrolet Royale 2500 és 2800 név alatt. Ezekbe az autókba szintén 2,5 és 2,8 literes erőforrások kerültek, melyek a General Motors iráni részlegében készültek.
Dél-Afrikában Chevrolet 3800 és 4100 néven készítették a Commodore-okat, a kocsi sokáig vezette az eladási toplistát az országban. Itt 1978-ban fejeződött be a gyártás.

### Galéria

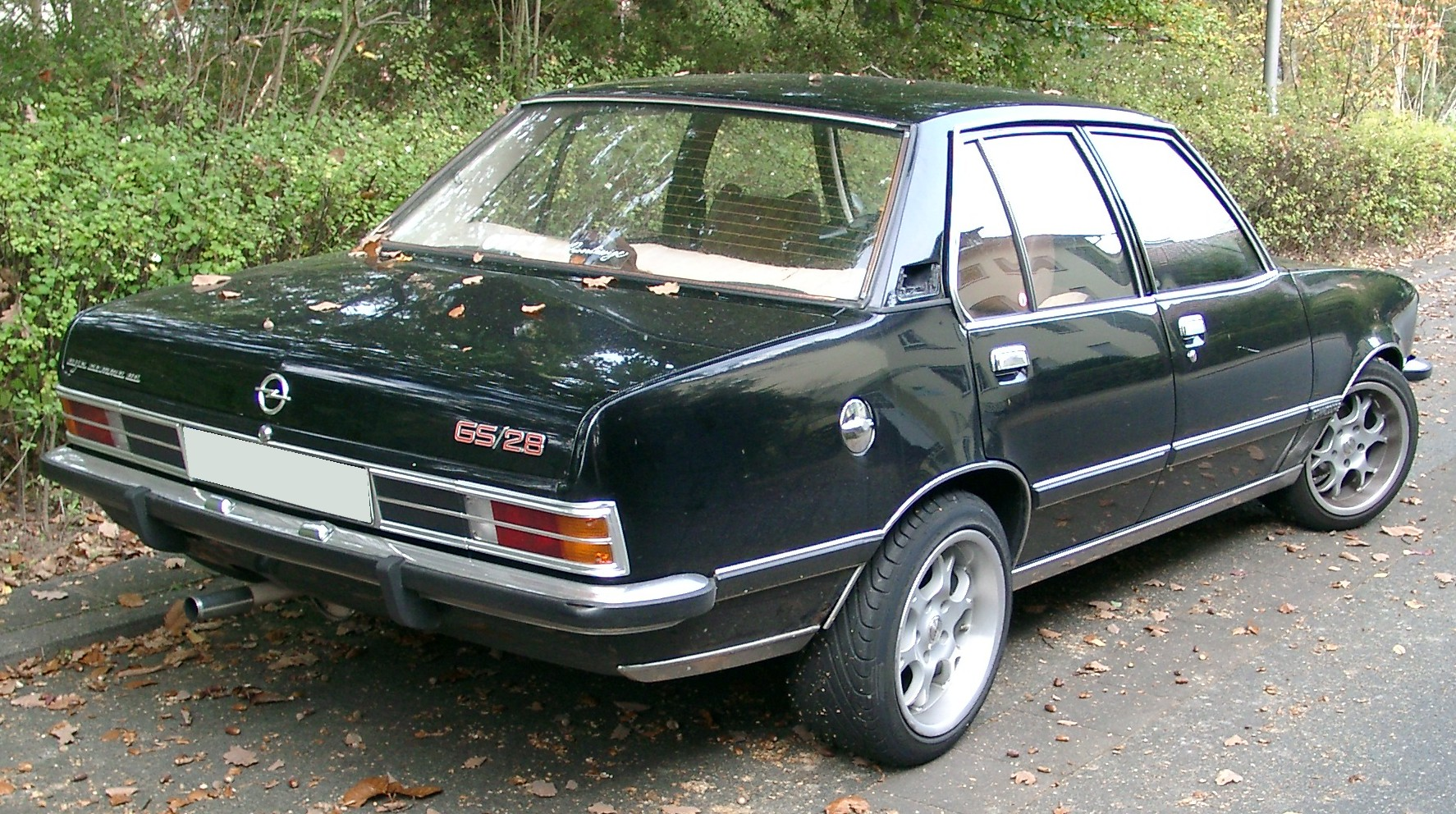
Opel Commodore GS
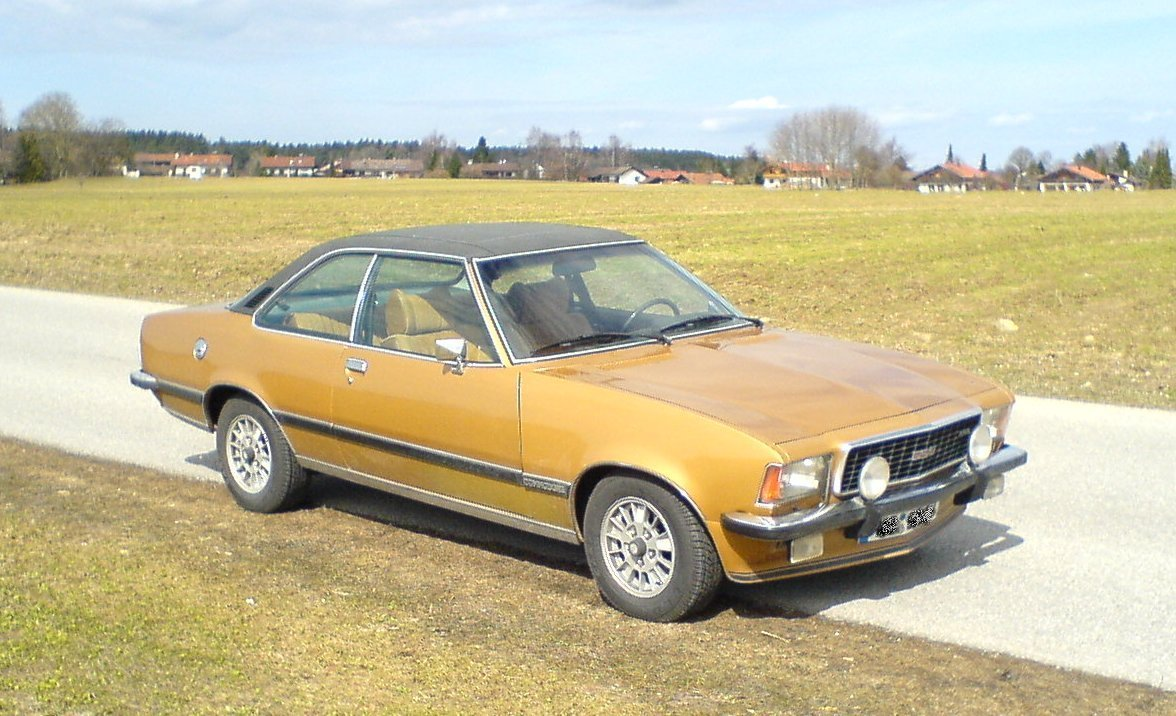
Opel Commodore GS/E Coupé
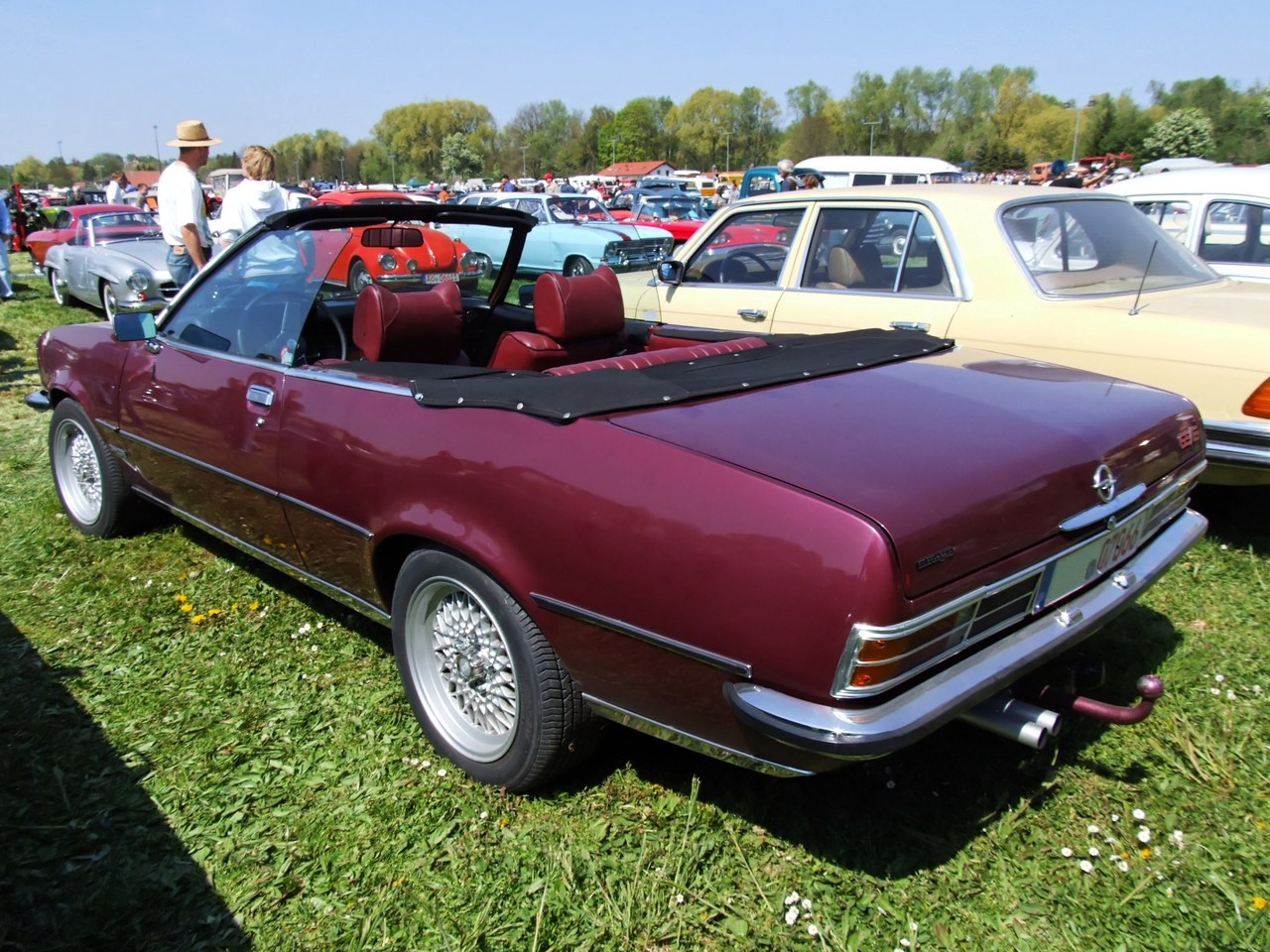
Opel Commodore GS/E kabrió

## Commodore C (1977–1982)
A Commodore C 1977 vége felé került bemutatásra, a Rekord E-vel együtt. Ebből a generációból már nem készült kupé variáns, mivel szerepét átvette az Opel Senator kupé változata, az Opel Monza. Rövid ideig azonban kapható volt kétajtós szedán karosszériával. A Commodore C Európában kizárólag a már jól ismert 2,5 literes motorral volt kapható. Ennek karburátoros változata 113, az injektoros pedig 128 lóerős volt.
Az Egyesült Királyságban Vauxhall Viceroy néven kínáltak a kocsit, a helyi piacon a szintén a Rekordon alapuló Vauxhall Carlton gazdagabb felszereltségű, nagyobb teljesítményű változata volt. Az Opel Commodore és a Vauxhall Viceroy együttes tervei alapján épült meg Ausztráliában az első Holden Commodore 1978-ban. Az autót 1978 júliusában (a Rekord E-vel együtt) kezdték el árulni Dél-Afrikában és 3,8, valamint 4,1 literes Chevrolet-motorokkal szerelték. Itt 1982-ig Chevrolet Commodore volt a modell neve, majd ezután áttértek az Opel márkanév használatára.
1979-ben, Németországban megjelent a Voyage elnevezésű kombi változat, ami később az ausztrál Holden és a dél-afrikai változat kínálatában is elérhetővé vált. A brit Vauxhall változatból hivatalosan nem készült kombi, de II. Erzsébet brit királynő kérésére 1981-ben a gyár készített egyet, hogy az uralkodónő könnyebben magával vihesse welsh corgi kutyáit, bárhová megy. Hivatalos nyilvántartási adatok szerint az autó 2006-ban még működőképes volt és egyike volt annak a mindössze 15 Vauxhall Viceroynak, melyek érvényes műszaki vizsgával rendelkeztek.
A Commodore gyártását az Opel 1982-ben befejezte, a modell így egybeolvadt a Rekorddal. Dél-Afrikában, a Delta Motor Corporation (a General Motors South Africa utódja) azonban piacra dobott egy felfrissített változatot a kocsiból, melyet egészen az 1990-es évek elejéig árusított. Ez az autó nagyrészt a Rekord karosszériájára épített, de elejét a modellfrissítésen átesett Senatortól kapta. Ez a változat kizárólag szedán kivitelben volt kapható. Dél-Koreában a Daewoo is megjelentetett egy hasonló modellt Royale néven. Ausztráliában a Holden jelenleg is készít autókat Commodore néven.

### Galéria

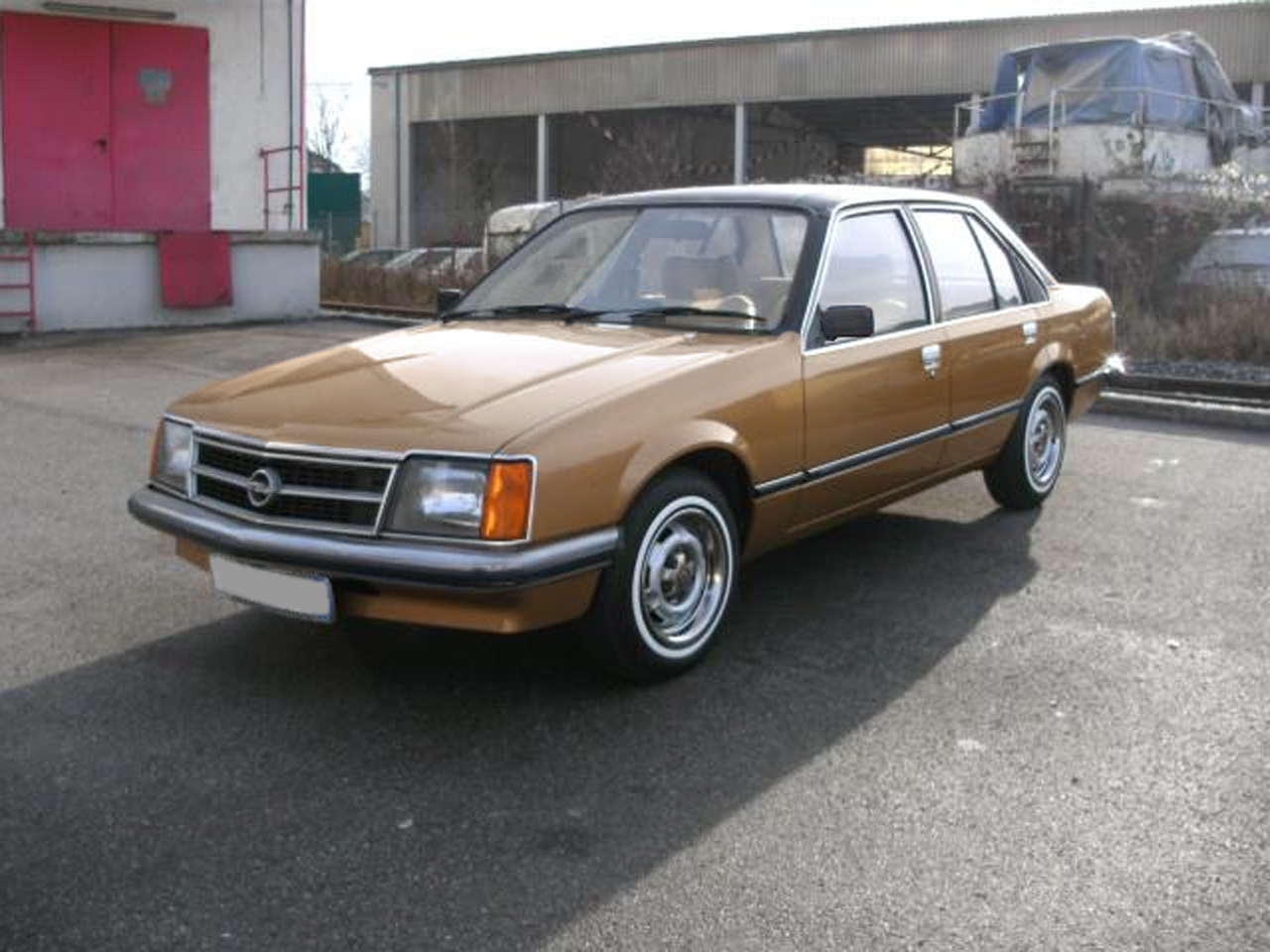
Opel Commodore C (1978–1982)
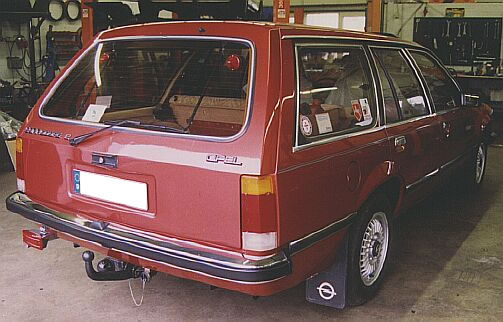
Opel Commodore C Voyage (1981–1982)
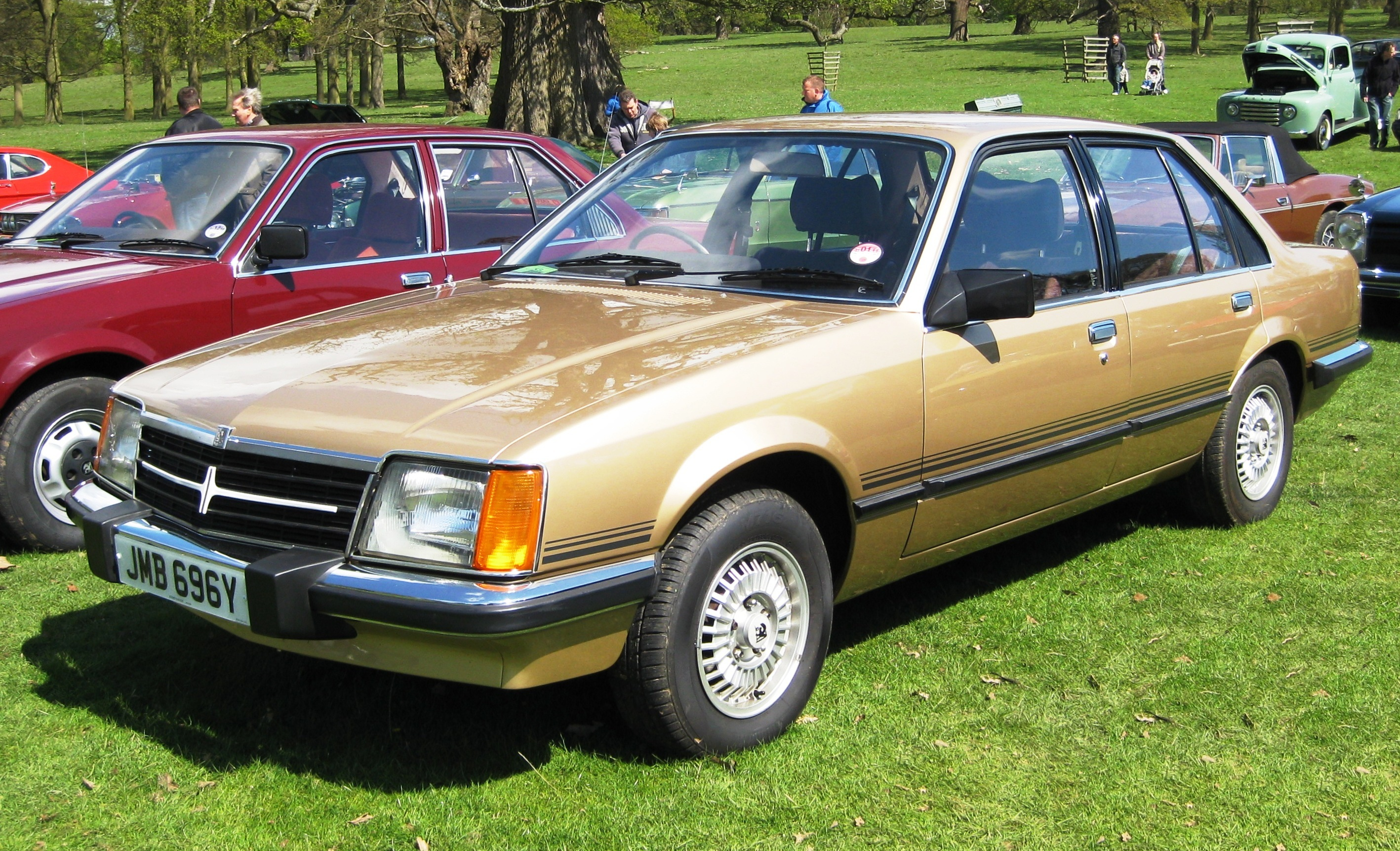
Vauxhall Viceroy